# Chữ số Trung Quốc
Chữ số Trung Quốc là các chữ Hán để miêu tả số trong tiếng Trung Hoa. Ngày nay, những người dùng tiếng Trung Quốc hiểu ba hệ chữ số: hệ chữ số Hindu–Ả Rập phổ biến, cũng như hai hệ chữ số cổ của tiếng Trung Quốc. Hệ thống hoa mã (Tiếng Trung: 码花系统; bính âm:Mǎ huā xìtǒng) từ từ được thay bằng hệ chữ số Hindu–Ả Rập cho việc viết số. Hệ Trung Quốc vẫn được sử dụng và giống viết ra số từ. Có thể nhìn chữ số Trung Quốc là một phần của tiếng Trung Quốc, nhưng nó vẫn là hệ chữ số. Phần nhiều người ở Trung Quốc sử dụng chữ số Hindu–Ả Rập ngày nay.
Chữ hoa mã là kiểu duy nhất còn lại của hệ thống gậy toán thuật (counting rods hay rod numeral) và ngày nay chỉ được dùng ở những chợ Trung Quốc (Ví dụ ở Hồng Kông). Hệ chữ số vẫn được sử dụng khi viết tên đầy đủ của số, ví dụ trong séc; tại vì các chữ này phức tạp hơn, nó khó bị giả mạo.

## Bảng chữ số Trung Quốc
Có 10 chữ tiêu biểu cho các số từ 0 đến 9, và những chữ kia tiêu biểu cho số lớn hơn, như là chục, trăm, ngàn, v.v. Có hai bộ chữ số Trung Quốc: một thường dùng, và một để dùng trong việc buôn bán và tài chính, gọi là đại tả (phồn thể: 大寫; giản thể: 大写). Cái thứ hai được sử dụng tại vì các chữ số thường rất đơn giản về hình học, nên không thể chống giả mạo dùng các chữ đó như có thể dùng số từ trong tiếng Việt.
| Bính âm      | Buôn bán      | Thường dùng   | Hán Việt        | Giá trị | Ghi chú |
| ------------ | ------------- | ------------- | --------------- | ------- | --- |
| líng         | 零            | 〇            | linh            | 0       | 〇 là "ăn theo" số 0 của chữ số Ả rập, trước kia nó không tồn tại trong bộ chữ Hán. 零 (linh) nghĩa gốc là "lẻ". 〇 là một cách để biểu thị số 0 không chính thức, nhưng chữ 零 thì thường được dùng nhiều hơn, đặc biệt là trong trường học. Ví dụ: 一零二: Nhất linh nhị nghĩa là Một trăm linh (lẻ) hai (102). |
| yī           | 壹            | 一            | nhất            | 1       | Cũng là 弌 (C) 么(P) hoặc 幺(G) yāo khi dùng để ghi số điện thoại. |
| èr           | 貳/贰         | 二            | nhị             | 2       | Cũng là 弍 (C) Cũng là 兩(P) hay 两(G) liǎng (Hán-Việt: "lưỡng") khi dùng cho số đếm. |
| sān          | 叄/叁         | 三            | tam             | 3       | Cũng như 弎 (C) Cũng như 參(P) hoặc 参(G) sān. |
| sì           | 肆            | 四            | tứ              | 4       | |
| wǔ           | 伍            | 五            | ngũ             | 5       | |
| liù          | 陸/陆         | 六            | lục             | 6       | |
| qī           | 柒            | 七            | thất            | 7       | |
| bā           | 捌            | 八            | bát             | 8       | |
| jiǔ          | 玖            | 九            | cửu             | 9       | |
|              |               |               |                 |         | |
| shí          | 拾            | 十            | thập            | 10      | Cũng có một ít người sử dụng chữ 什. Nó không được chấp nhận vì dễ nhầm lẫn với 伍. |
| niàn         | 念/貳拾       | 廿/卄         | niệm            | 20      | 卄 hiếm khi được sử dụng. Cả hai đều được dùng trên lịch (nhưng 二十 được dùng nhiều hơn). |
| sà           | 叄拾          | 卅            | tạp             | 30      | 卅 hiếm khi được dùng 三十 thường được sử dụng trên lịch. |
| xì           | 肆拾          | 卌            | tấp             | 40      | 卌 hiếm khi được sử dụng (四十 được dùng). |
| bǎi          | 佰            | 百            | bách            | 100     | |
| qiān         | 仟            | 千            | thiên           | 1.000   | |
| wàn          | 萬            | 萬/万         | vạn             | 104     | |
|              |               |               |                 |         | |
| yì           | 億            | 億/亿         | ức              | 108     | Cũng được sử dụng như giá trị 105 |
| zhào         | 兆            | 兆            | triệu           | 1012    | Cách sử dụng nó bị nghi ngờ, đang được thảo luận. |
| jīng         | 京            | 京            | kinh            | 1016    | Cũng được sử dụng như các giá trị 106, 1016. Cũng là chữ 經(P) hoặc 经(G) jīng. |
| gāi          | 垓            | 垓            | cai             | 1020    | Cũng được sử dụng như các giá trị 108, 1032, 1064 |
| zǐ           | 秭            | 秭            | tỉ              | 1024    | Cũng được sử dụng như các giá trị 109, 1040, 10128. Cũng như 杼 zhù. 佑 hữu (G) hoặc 尧 nghiêu (P) |
| ráng         | 穰            | 穰            | nhưỡng          | 1028    | Cũng được sử dụng như các giá trị 1010, 1048, 10256. Cũng như 壤 nhưỡng. |
| gōu          | 溝(P) / 沟(G) | 溝(P) / 沟(G) | câu             | 1032    | Cũng được sử dụng như các giá trị 1011, 1056, 10512. |
| jiàn         | 澗(P) / 涧(G) | 澗(P) / 涧(G) | giản            | 1036    | Cũng được sử dụng như các giá trị 1012, 1064, 101024. |
| zhèng        | 正            | 正            | chính           | 1040    | Cũng được sử dụng như các giá trị 1013, 1072, 102048. |
| zài          | 載 / 载       | 載 / 载       | tải             | 1044    | Cũng được sử dụng như các giá trị 1014, 1080, 104096. |
| jí           | 極 / 极       | 極 / 极       | cực             | 1048    | |
| hénghéshā    | 恒河沙        | 恒河沙        | Hằng hà sa      | 1052    | Có nghĩa là "Cát của sông Hằng", có thể gọi là "Hằng hà sa số" và xuất hiện trong kinh Phật; được dùng để chỉ số hạt cát của sông Hằng (kinh Phật) và để chỉ "vô số" (thường dùng ngoài đời). |
| āsēngqí      | 阿僧祇        | 阿僧祇        | a tăng kỳ       | 1056    | Phiên âm gốc từ tiếng Phạn: असंख्येय asaṃkhyeya |
| nàyóutā      | 那由他        | 那由他        | na do tha       | 1060    | Phiên âm gốc từ tiếng Phạn: नयुतः nayutaḥ |
| bùkěsīyì     | 不可思議      | 不可思議      | bất khả tư nghị | 1064    | Thường được dịch thành "không thể đo lường được" (cùng nghĩa: "bất khả trắc lượng") hoặc "không thể tưởng tượng được". |
| wúliàngdàshù | 無量大數      | 無量大數      | vô lượng đại số | 1068    | Tương tự như "số dương/âm vô cực" trong tiếng Việt |